# Bordal Rock
Der Bordal Rock ist ein Rifffelsen an der Südküste Südgeorgiens. Er liegt 2,5 km westsüdwestlich der Bucht Trollhul.
Der South Georgia Survey bestimmte im Zeitraum zwischen 1951 und 1957 seine geografische Position. Das UK Antarctic Place-Names Committee benannte ihn 958 1nach dem Norweger Harald Bordal (1909–1975), ab 1948 für mehrere Jahre Harpunier der Walfanggesellschaft Compañía Argentina de Pesca in Grytviken.